# Општина Моролеон (Гванахуато)
Моролеон (шп. Moroleón) општина је у Мексику у савезној држави Гванахуато. Општина се налази на надморској висини од 1811 м.

## Становништво
Према подацима из 2010. у општини је живело 49364 становника.

### Хронологија
| Година       | 2000                  | 2005                  | 2010                  |
| ------------ | --------------------- | --------------------- | --------------------- |
| Становништво | 47132 (22009 / 25123) | 46751 (21765 / 24986) | 49364 (23282 / 26082) |

### Попис
| \| \| м \| \| \| ж \| \| 0—2 \| 1.095 \| \| \| 1.179 \| \| 3—5 \| 1.300 \| \| \| 1.226 \| \| 6—11 \| 2.696 \| \| \| 2.596 \| \| 12—14 \| 1.326 \| \| \| 1.249 \| \| 15—17 \| 1.275 \| \| \| 1.321 \| \| 18—24 \| 2.628 \| \| \| 3.054 \| \| 60+ \| 2.830 \| \| \| 3.410 \| \| Просек : \| 30,8 \| \| \| 32,2 \| |       |  |  |       |
| |       |  |  |       |
| | м     |  |  | ж     |
| 0—2 | 1.095 |  |  | 1.179 |
| 3—5 | 1.300 |  |  | 1.226 |
| 6—11 | 2.696 |  |  | 2.596 |
| 12—14 | 1.326 |  |  | 1.249 |
| 15—17 | 1.275 |  |  | 1.321 |
| 18—24 | 2.628 |  |  | 3.054 |
| 60+ | 2.830 |  |  | 3.410 |
| Просек : | 30,8  |  |  | 32,2  |

| #   | Индикатор                                                                                        | Вредност |
| --- | ------------------------------------------------------------------------------------------------ | -------- |
| 1   | Становништво од 0 до 2 године                                                                    | 2274     |
| 2   | Мушко становништво од 0 до 2 године                                                              | 1095     |
| 3   | Женско становништво од 0 до 2 године                                                             | 1179     |
| 4   | Становништво са 3 и више година                                                                  | 46497    |
| 5   | Мушко становништво са 3 и више година                                                            | 21892    |
| 6   | Женско становништво са 3 и више година                                                           | 24605    |
| 7   | Становништво са 5 и више година                                                                  | 44793    |
| 8   | Мушко становништво са 5 и више година                                                            | 21017    |
| 9   | Женско становништво са 5 и више година                                                           | 23776    |
| 10  | Становништво са 12 и више година                                                                 | 38679    |
| 11  | Мушко становништво са 12 и више година                                                           | 17896    |
| 12  | Женско становништво са 12 и више година                                                          | 20783    |
| 13  | Становништво са 15 и више година                                                                 | 36104    |
| 14  | Мушко становништво са 15 и више година                                                           | 16570    |
| 15  | Женско становништво са 15 и више година                                                          | 19534    |
| 16  | Становништво са 18 и више година                                                                 | 33508    |
| 17  | Мушко становништво са 18 и више година                                                           | 15295    |
| 18  | Женско становништво са 18 и више година                                                          | 18213    |
| 19  | Становништво од 3 до 5 година                                                                    | 2526     |
| 20  | Мушко становништво од 3 до 5 година                                                              | 1300     |
| 21  | Женско становништво од 3 до 5 година                                                             | 1226     |
| 22  | Становништво од 6 до 11 година                                                                   | 5292     |
| 23  | Мушко становништво од 6 до 11 година                                                             | 2696     |
| 24  | Женско становништво од 6 до 11 година                                                            | 2596     |
| 25  | Становништво од 8 до 14 година                                                                   | 6155     |
| 26  | Мушко становништво од 8 до 14 година                                                             | 3146     |
| 27  | Женско становништво од 8 до 14 година                                                            | 3009     |
| 28  | Становништво од 12 до 14 година                                                                  | 2575     |
| 29  | Мушко становништво од 12 до 14 година                                                            | 1326     |
| 30  | Женско становништво од 12 до 14 година                                                           | 1249     |
| 31  | Становништво од 15 до 17 година                                                                  | 2596     |
| 32  | Мушко становништво од 15 до 17 година                                                            | 1275     |
| 33  | Женско становништво од 15 до 17 година                                                           | 1321     |
| 34  | Становништво од 18 до 24 године                                                                  | 5682     |
| 35  | Мушко становништво од 18 до 24 године                                                            | 2628     |
| 36  | Женско становништво од 18 до 24 године                                                           | 3054     |
| 37  | Женско становништво од 15 до 49 година                                                           | 13795    |
| 38  | Становништво са 60 и више година                                                                 | 6240     |
| 39  | Мушко становништво са 60 и више година                                                           | 2830     |
| 40  | Женско становништво са 60 и више година                                                          | 3410     |
| 41  | Однос између мушкараца и жена                                                                    | 89.26    |
| 42  | Становништво од нуле до 14 година                                                                | 12667    |
| 43  | Становништво од 15 до 64 године                                                                  | 31565    |
| 44  | Становништво од 65 година и више                                                                 | 4539     |
| 45  | Просечан број деце                                                                               | 2.33     |
| 46  | Становништво рођено у ентитету                                                                   | 42077    |
| 47  | Мушко становништво рођено у ентитету                                                             | 19746    |
| 48  | Женско становништво рођено у ентитету                                                            | 22331    |
| 49  | Становништво рођено у другом ентитету                                                            | 6034     |
| 50  | Мушко становништво рођено у другом ентитету                                                      | 2900     |
| 51  | Женско становништво рођено у другом ентитету                                                     | 3134     |
| 52  | Становништво од 5 година и више резидентно у ентитету у јуну 2005. године                        | 43087    |
| 53  | Мушко становништво старосног доба од 5 година и више, резидентно у ентитету у јуну 2005. године  | 19987    |
| 54  | Женско становништво старосног доба од 5 и више година, резидентно у ентитету у јуну 2005. године | 23100    |
| 55  | Становништво од 5 година и више које је живело у другом ентитету у јуну 2005. године             | 814      |
| 56  | Мушко становништво старије од 5 година које је живело у другом ентитету у јуну 2005. године      | 405      |
| 57  | Женско становништво старије од 5 година које је живело у другом ентитету у јуну 2005. године     | 409      |
| 58  | Становништво од 3 године и више које говори аутохтони језик                                      | 80       |
| 59  | Мушко становништво старо 3 године и више које говори аутохтони језик                             | 42       |
| 60  | Женско становништво старо 3 године и више које говори аутохтони језик                            | 38       |
| 61  | Становништво од 3 године и више које говори аутохтони језик и не говори шпански језик            | 1        |
| 62  | Мушко становништво старо 3 године и више које говори аутохтони језик и не говори шпански         | 0        |
| 63  | Женско становништво старо 3 године и више које говори аутохтони језик и не говори шпански језик  | 1        |
| 64  | Становништво старо 3 године и више које говори аутохтони језик и шпански                         | 32       |
| 65  | Мушко становништво старо 3 године и више које говори аутохтони језик и шпански                   | 18       |
| 66  | Женско становништво старо 3 године и више које говори аутохтони језик и шпански                  | 14       |
| 67  | Становништво од 5 година и више које говори аутохтони језик                                      | 78       |
| 68  | Становништво од 5 година и више које говори аутохтони језик и не говори шпански језик            | 1        |
| 69  | Становништво од 5 година и више које говори аутохтони језик и говори шпански језик               | 32       |
| 70  | Становништво у домородачким домаћинствима                                                        | 176      |
| 71  | Становништво са ограничењима у активностима                                                      | 2445     |
| 72  | Становништво са ограниченим ходањем или кретањем, горе или доле                                  | 1461     |
| 73  | Становници са ограничењима вида, чак и уз кориштење сочива                                       | 628      |
| 74  | Становништво са ограничењима говора, комуникације или конверзације                               | 165      |
| 75  | Становништво са ограниченим слухом                                                               | 270      |
| 76  | Становништво са ограничењима при одевању, купању или јелу                                        | 149      |
| 77  | Становништво са ограничењима у опажању или учењу једноставних ствари                             | 87       |
| 78  | Становништво са менталним ограничењима                                                           | 268      |
| 79  | Становништво без ограничења активности                                                           | 46138    |
| 80  | Становништво од 3 до 5 година које не похађа школу                                               | 1057     |
| 81  | Мушко становништво од 3 до 5 година које не похађа школу                                         | 559      |
| 82  | Женско становништво од 3 до 5 година које не похађа школу                                        | 498      |
| 83  | Становништво од 6 до 11 година које не похађа школу                                              | 126      |
| 84  | Мушко становништво од 6 до 11 година које не похађа школу                                        | 72       |
| 85  | Женско становништво од 6 до 11 година које не похађа школу                                       | 54       |
| 86  | Становништво од 12 до 14 година које не похађа школу                                             | 249      |
| 87  | Мушко становништво од 12 до 14 година које не похађа школу                                       | 145      |
| 88  | Женско становништво од 12 до 14 година које не похађа школу                                      | 104      |
| 89  | Становништво од 15 до 17 година похађа школу                                                     | 1715     |
| 90  | Мушко становништво од 15 до 17 година похађа школу                                               | 837      |
| 91  | Женско становништво између 15 и 17 година живота у школи                                         | 878      |
| 92  | Становништво од 18 до 24 године похађа школу                                                     | 1674     |
| 93  | Мушко становништво од 18 до 24 године похађа школу                                               | 814      |
| 94  | Женско становништво од 18 до 24 године похађа школу                                              | 860      |
| 95  | Становништво од 8 до 14 година које не може да чита и пише                                       | 74       |
| 96  | Мушко становништво старосног доба од 8 до 14 година које не може да чита и пише                  | 52       |
| 97  | Женско становништво старосног доби од 8 до 14 година које не може да чита и пише                 | 22       |
| 98  | Становништво од 15 година и више које је неписмено                                               | 2668     |
| 99  | Мушко становништво од 15 година и више које је неписмено                                         | 989      |
| 100 | Женско становништво од 15 година и више које је неписмено                                        | 1679     |
| 101 | Становништво старо 15 и више година без школовања                                                | 3062     |
| 102 | Мушко становништво старо 15 и више година без школовања                                          | 1284     |
| 103 | Женско становништво старо 15 и више година без школовања                                         | 1778     |
| 104 | Становништво старосног доба 15 и више година са непотпуним основним образовањем                  | 6243     |
| 105 | Мушко становништво старосног доба од 15 година и више са непотпуном основним образовањем         | 2647     |
| 106 | Женско становништво старосног доба 15 и више година са непотпуном основним образовањем           | 3596     |
| 107 | Становништво старо 15 и више година са комплетним основним образовањем                           | 9005     |
| 108 | Мушко становништво старо 15 година и више са комплетним основним образовањем                     | 3786     |
| 109 | Женско становништво старо 15 и више година са комплетним основним образовањем                    | 5219     |
| 110 | Становништво старосног доба 15 и више година са непотпуним средњим образовањем                   | 1886     |
| 111 | Мушко становништво старосног доба од 15 година и више са непотпуним средњим образовањем          | 1081     |
| 112 | Женско становништво старосног доба од 15 година и више са непотпуним средњим образовањем         | 805      |
| 113 | Становништво старо 15 и више година са пуним секундарном образовањем                             | 5773     |
| 114 | Мушко становништво старосног доба од 15 година и више са пуним секундарном образовањем           | 2816     |
| 115 | Женско становништво старосног доба од 15 година и више са пуним секундарном образовањем          | 2957     |
| 116 | Становништво старије од 18 година са постосновним образовањем                                    | 9083     |
| 117 | Мушко становништво старије од 18 година са постосновним образовањем                              | 4527     |
| 118 | Женско становништво старије од 18 година са постосновним образовањем                             | 4556     |
| 119 | Просечна оцена школовања                                                                         | 7.58     |
| 120 | Просечан ниво образовања мушке популације                                                        | 7.9      |
| 121 | Просечан ниво образовања женског становништва                                                    | 7.31     |
| 122 | Економски активно становништво                                                                   | 21670    |
| 123 | Економски активна мушка популација                                                               | 13010    |
| 124 | Економски активна женска популација                                                              | 8660     |
| 125 | Становништво које није економски активно                                                         | 16793    |
| 126 | Мушко становништво које није економски активно                                                   | 4747     |
| 127 | Женско становништво које није економски активно                                                  | 12046    |
| 128 | Запослено становништво                                                                           | 20437    |
| 129 | Запослено мушко становништво                                                                     | 12005    |
| 130 | Запослено женско становништво                                                                    | 8432     |
| 131 | Незапослена популација                                                                           | 1233     |
| 132 | Незапослена мушка популација                                                                     | 1005     |
| 133 | Незапослена женска популација                                                                    | 228      |
| 134 | Становништво без права на здравствене услуге                                                     | 23863    |
| 135 | Становништво које има право на здравствене услуге                                                | 24832    |
| 136 | Становништво које има право на ИМСС                                                              | 6273     |
| 137 | Становништво које има право на социјално осигурање                                               | 2160     |
| 138 | Становништво које има право на државно социјално осигурање                                       | 54       |
| 139 | Становништво које има право на опште осигурање или здравствено осигурање за нову генерацију      | 15507    |
| 140 | Становништво које је било једном или није било у браку током 12 година и више                    | 12830    |
| 141 | Венчано или уједињено становништво од 12 година и више                                           | 22429    |
| 142 | Становништво које је било у браку или уједињено 12 година и више                                 | 3380     |
| 143 | Становништво са католичком религијом                                                             | 45423    |
| 144 | Протестанти, еванђелисти и библијски следбеници различити од еванђелиста                         | 2127     |
| 145 | Становништво са другим религијама различитим од претходних                                       | 25       |
| 146 | Становништво без религије                                                                        | 865      |
| 147 | Укупно пописаних домаћинства                                                                     | 12880    |
| 148 | Пописна домаћинства на челу са мушкарцима                                                        | 9681     |
| 149 | Пописна домаћинства на челу са женама                                                            | 3199     |
| 150 | Становништво у пописним домаћинствима                                                            | 48677    |
| 151 | Становништво у пописним домаћинствима на челу са мушкарцима                                      | 38418    |
| 152 | Становништво у пописним домаћинствима на челу са женама                                          | 10259    |
| 153 | Укупно домаћинстава                                                                              | 17786    |
| 154 | Укупно насељених домаћинстава                                                                    | 13079    |
| 155 | Укупно приватних кућа                                                                            | 17587    |
| 156 | Насељени приватни домови                                                                         | 12880    |
| 157 | Укупно насељених приватних кућа                                                                  | 13075    |
| 158 | Ненасељене приватне куће                                                                         | 3540     |
| 159 | Појединачна домаћинства за привремену употребу                                                   | 1167     |
| 160 | Становници у насељеним приватним кућама                                                          | 48677    |
| 161 | Насељеност станара у приватним становима                                                         | 3.78     |
| 162 | Просечно становника по соби у приватним насељеним домаћинствима                                  | 0.96     |
| 163 | Појединачна домаћинства са подовима од различитих материјала од земље                            | 12635    |
| 164 | Појединачна домаћинства у приземљу                                                               | 213      |
| 165 | Појединачна домаћинства са једном спаваћом собом                                                 | 3716     |
| 166 | Појединачна домаћинства са две спаваће собе и више                                               | 9147     |
| 167 | Појединачна домаћинства са једним собом                                                          | 272      |
| 168 | Појединачна домаћинства са две собе                                                              | 1761     |
| 169 | Појединачна домаћинства са 3 собе и више                                                         | 10820    |
| 170 | Појединачна домаћинства која имају електрично светло                                             | 12814    |
| 171 | Појединачна домаћинства која немају електрично светло                                            | 52       |
| 172 | Појединачна домаћинства која имају водоводну воду у стамбеном простору                           | 12185    |
| 173 | Појединачна домаћинства која немају водоводну воду у стамбеном простору                          | 676      |
| 174 | Појединачна домаћинства која имају тоалет                                                        | 12509    |
| 175 | Појединачна домаћинства која имају канализацију                                                  | 12353    |
| 176 | Појединачна домаћинства која немају канализацију                                                 | 506      |
| 177 | Појединачна домаћинства која имају електрично светло, довод воде из јавне мреже и канализацију   | 11750    |
| 178 | Појединачна домаћинства без икаквих услова                                                       | 65       |
| 179 | Појединачна домаћинства која имају радио                                                         | 10846    |
| 180 | Појединачна домаћинства која имају телевизор                                                     | 12571    |
| 181 | Појединачна домаћинства која имају фрижидер                                                      | 12018    |
| 182 | Појединачна домаћинства која имају машину за веш                                                 | 9794     |
| 183 | Појединачна домаћинства која имају аутомобил или комби                                           | 6199     |
| 184 | Појединачна домаћинства која имају рачунар                                                       | 3371     |
| 185 | Појединачна домаћинства која имају фиксну телефонску линију                                      | 7181     |
| 186 | Појединачна домаћинства која имају мобилни телефон                                               | 7519     |
| 187 | Појединачна домаћинства која имају приступ интернету                                             | 2189     |